# دانييل بيكر
دانييل بيكر (بالإنجليزية: Daniel Baker) هو مربي وكاهن أمريكي، ولد في 1791 في ميدوي في الولايات المتحدة، وتوفي في 1857 في أوستن في الولايات المتحدة.